# Tlustá Berta

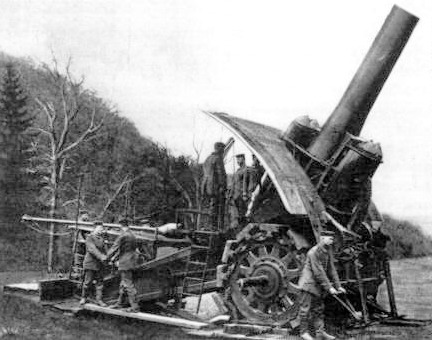
Příprava Tlusté Berty ke střelbě

Tlustá Berta (německy Dicke Bertha) byl lidový název pro německý supertěžký moždíř ráže 42 cm vyvinutý v roce 1913 v Kruppových závodech v Essenu.

Konstruktéři dali dělu jméno po majitelce závodu Bertě Krupp von Bohlen und Halbach (1886–1957). Toto jméno jednoho z největších německých děl za 1. světové války pak převzali i Spojenci. Oficiální název zbraně však zněl L/12 42-cm Type M-Gerät 14 Kurze Marine-Kanone, tedy Krátké 12kaliberní námořní dělo s ráží 42 cm (označení námořní dělo mělo zastřít skutečné určení zbraně).
V pozdějším dobovém tisku se název „Tlustá Berta“ mylně používal i pro „pařížské“ dalekonosné dělo, použité v roce 1918 německou armádou k ostřelování Paříže.

## Technické údaje
- Výrobce: Kruppovy závody
- Ráže: 42 cm
- Délka: 6,72 m
- Hmotnost: 42,6 t (z toho 13,4 t hlaveň, 13,2 t lafeta, 8,5 t ložiště)[1]
- Dostřel: 12 500 m
- Úsťová rychlost: 400 m/s
- Obsluha: 8 osob
- Kadence: 8 ran za hodinu